# Pestsäule an der Siegsdorfer Straße in Vachendorf

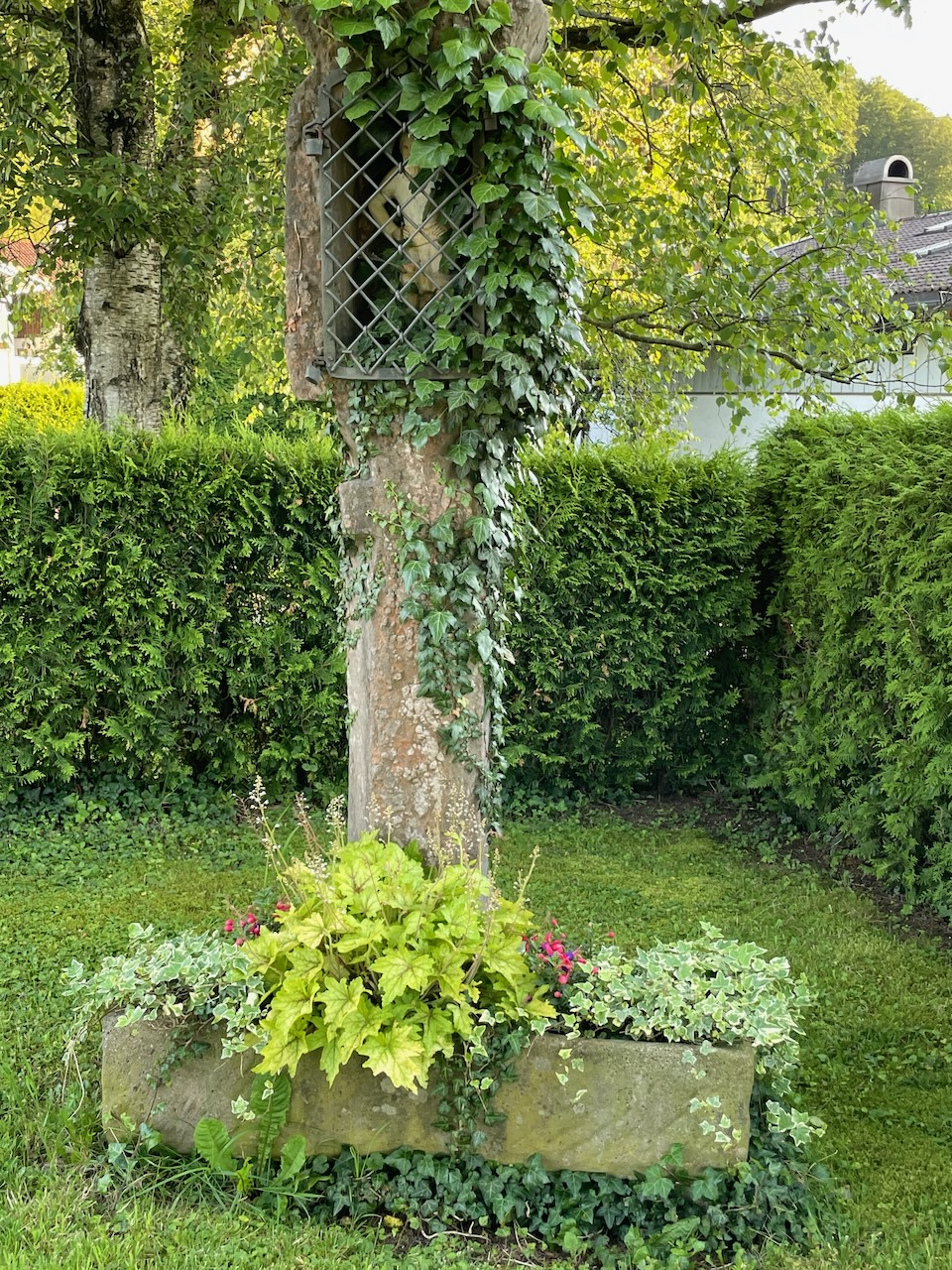
Pestsäule aus dem 16. Jahrhundert

Der Bildstock (im lokalen Sprachgebrauch als Pestsäule bezeichnet) in Vachendorf, einer Gemeinde im oberbayerischen Landkreis Traunstein, ist ca. 200 cm hoch und besteht aus rotem Kalkstein (sog. Ruhpoldinger Marmor). Der spätgotische, denkmalgeschützte Bildstock stammt vermutlich aus dem frühen 16. Jahrhundert.
Ihr achteckiger Schaft enthält nach Osten hin in einer vergitterten Laterne mit drei aufgesetzten Zacken eine Christophorusfigur, weshalb die Säule auch Christophorusbildstock genannt wird. Die Vorderseite der Säule ist zu einem Reliefkreuz ausgebildet. Die Säule ist stark verwittert, sodass die ursprünglichen Reliefdarstellungen und Inschriften heute nicht mehr lesbar sind.
1986 wurde die Säule durch die Gemeinde Vachendorf, die auch Eigentümerin der Säule ist, restauriert und anschließend an ihren heutigen Standort am östlichen Ortsausgang versetzt.